# Gehöft Seestraße (Böckingen)

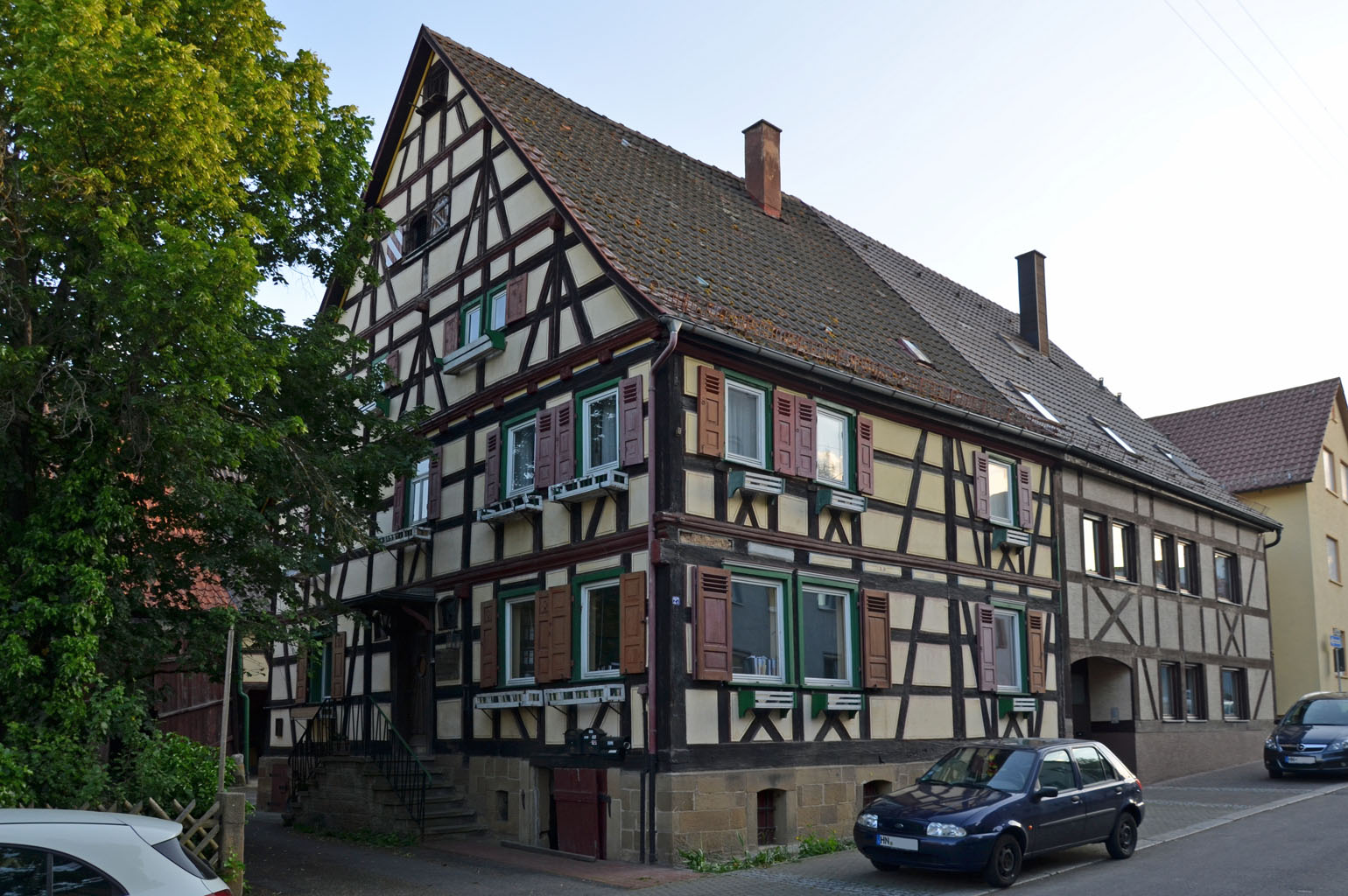
Das Wohnhaus des Gehöfts an der Seestraße in Böckingen

Das Gehöft in der Seestraße 27 im Heilbronner Stadtteil Böckingen ist ein Ensemble aus einem Fachwerkwohnhaus mit zugehöriger Fachwerkscheune und steht als ältestes Zeugnis der landwirtschaftlichen Vergangenheit Böckingens heute als Kulturdenkmal unter Denkmalschutz.

## Geschichte
Das Gehöft stammt im Kern aus dem 16. Jahrhundert und besteht aus einem Fachwerkwohnhaus und einer parallel dazu angeordneten Fachwerkscheune, deren Keller inschriftlich auf das Jahr 1528 datiert ist. Im 18. Jahrhundert wurde das Gehöft umgestaltet. 1889 wurde die Scheune erweitert und das Wohnhaus restauriert. Weite Teile der historischen Bebauung Böckingens gingen beim Wandel des Bauerndorfs zur Arbeiterwohngemeinde um 1900 verloren oder wurden bei den Luftangriffen auf Heilbronn im Zweiten Weltkrieg zerstört, so dass das Gehöft in der Seestraße 27 und 27/1 heute das älteste Zeugnis der bäuerlichen Vergangenheit des Ortes bildet.
1887 wurde das Gebäude von Martin Carle erworben. Er entstammte der seit etwa 1720 in Böckingen nachweisbaren und weit verzweigten Familie Carle, die bis in die Gegenwart immer wieder lokal tätige Gastronomen und Unternehmer hervorgebracht hat. Ihr Stammhaus war der Württemberger Hof in der Rathausstraße 1. Martin Carle war seit 1863 Wirt im von ihm erbauten Goldenen Ochsen, er hat 1889 die Restaurierung und bauliche Erweiterung des Gehöfts in der Seestraße veranlasst. Später gehörte das Gehöft dem Bauunternehmer Friedrich Carle, der 1908 das Baugeschäft Carle gründete und als Carles Fidde ein Böckinger Original war, um das sich unzählige Geschichten ranken. 1950 bewohnten außer ihm die Postassistentin Elise Carle und der Steinmetz Friedrich Carle jun. das Gebäude. 1961 war Nr. 27/1 abgetrennt geworden und im Besitz von Friedrich Carle jun., während Friedrich sen. und Elise weiter in Nr. 27 gemeldet waren.